# アール県
アール県（アールけん、トルコ語: Ağrı ili、クルド語: Parêzgeha Agiriyê）は、トルコ、東アナトリア地方の県。県都はアールで標高1650mの高地にある。

## 名称
アールは近隣にあるトルコ最高峰のアララト山にちなんで名づけられた。

## 地理
南にヴァン、ビトリス、西にムシュ、エルズルム、北にカルス、ウードゥルの各県と接しており、東部はイランとの国境になっている。
アララト山の山頂に上がればアルメニア、イラン、ジョージア、アゼルバイジャンなど多くの国が見える。ふもとの町はドーウベイアズィット。
県域の46%は山であり、18%が平地、7%が牧草地である。アララト山（5,137m）のように3000m級の峰が多く、en:Little Ararat（3,925 m）、テンデュレク山（3,533m）などがある。
平地は肥沃であり、火山堆積物で覆われており、穀物生産や牧草の生産に使われている。ユーフラテス川の支流、ムラト川に支流が多く流れ込んでおり、これらの平野に水を供給している。
高地であるため、気温はとても低く、-45℃を下回ることもある。また、山岳地帯の多くは大地がむき出しである。
山を越える重要な道路が幾つかある。

## 歴史
アール高原は歴史的にウラルトゥ王国に支配されており、この後アルメニア王国オロンテド朝に支配された。東西をつなぐ要衝であるがためにこの地は多くの支配者が占領を願った。アッシリア人、ギリシャ人、古代ローマ、東ローマ帝国、アラブ人、モンゴル人、ペルシャ人、セルジュークからオスマン時代のトルコ人など、多くの民族に支配された。
トルコ人の最初の存在は680年のサカによるDoğubeyazıt地域の占領に見られる。また、ムスリムは872年のアッバース朝に見られる。
モンゴルと何度も戦闘を繰り返し、1071年ごろ、マラズギルトの戦いで東ローマ帝国が勝利し、トルコ人の多くが大量に通り抜け始めた。この後、チャルディラーンの戦いでオスマン朝の時代になる。
オスマン帝国時代、この県はショルブラク、カラキリスと呼ばれており、オスマン帝国の終わりまでカラコースと呼ばれた。オスマン帝国下ではクルド人やアルメニア人が土着民として多かった。しかし、アルメニア人虐殺によってアルメニア人は少なくなり、虐殺の手を逃れたアルメニア人はロシアに逃げ込んでいった。
現代はクルドゲリラによる武装闘争によって、地域は再び不安定な状況となっている。
2006年8月19日、トルコ＝イラン天然ガスパイプラインが爆発を起こした。トルコ当局はクルディスタン労働者党の犯行ではないかとみている。

## 下位自治体
この県には8つの下位自治体がある。
- アール（Ağrı）
- ディヤディン（Diyadin）
- ドウバヤズト（英語版） （Doğubayazıt）
- エレシュキルト（Eleşkirt）
- ハムル（Hamur）
- パトノス（Patnos）
- タシュルチャイ（Taşlıçay）
- トゥタク（Tutak）

## 経済
草食動物の牧畜が主産業である。また山岳地帯は観光客を引き寄せており、登山、夏季の長旅、冬季のスキーがおもな観光となっている。イサクパシャ宮殿と付近の世界第二のクレーターなども人をひきつけている。